# Jesuskirche (Cieszyn)

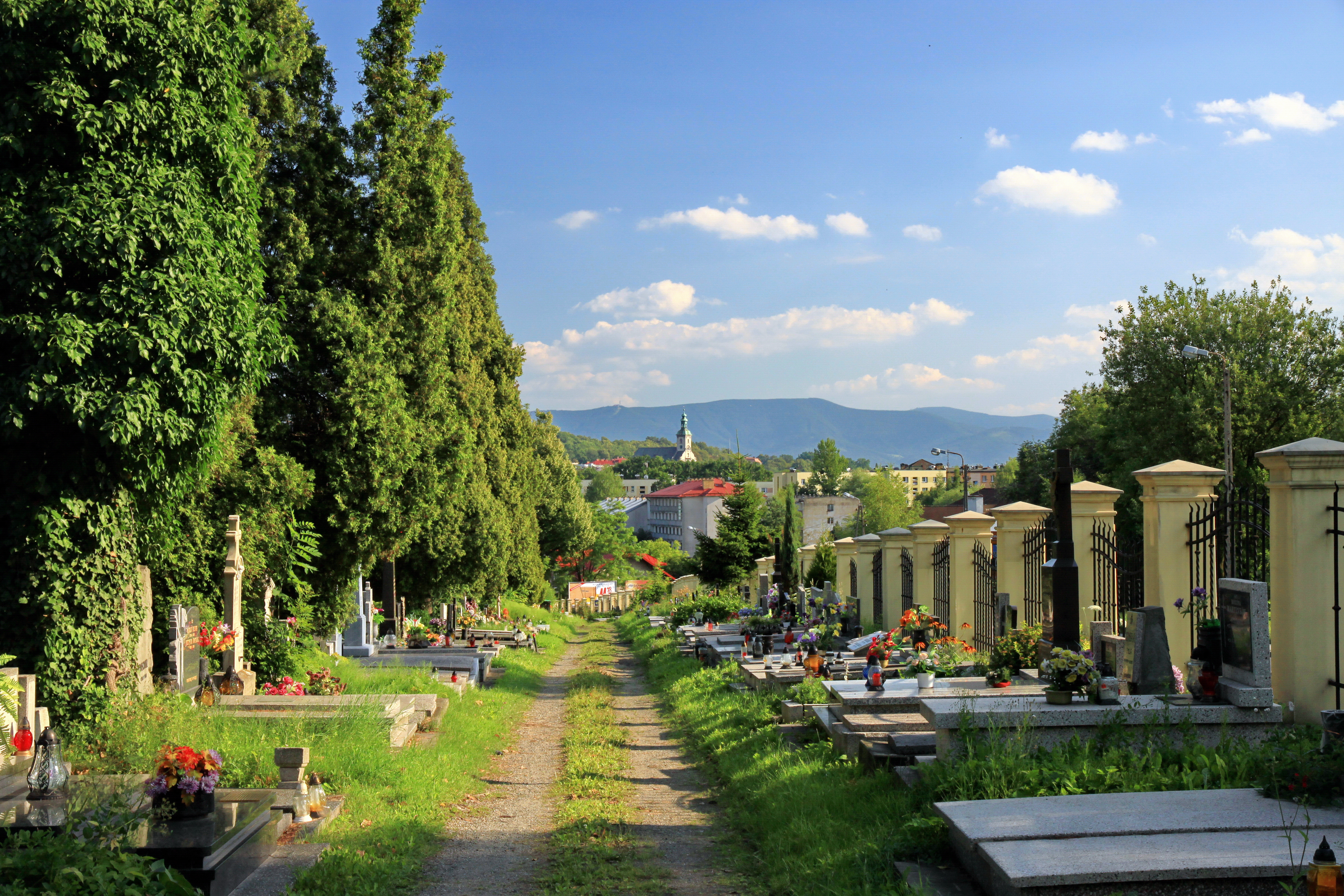
Jesuskirche vom Kommunalfriedhof aus gesehen

Die Jesuskirche in Cieszyn (Kościół Jezusowy; Kościół ewangelicki p.w. Łaski Bożej ‚Evangelische Gnadenkirche‘) befindet sich in Cieszyn (deutsch Teschen) im Powiat Cieszyński in der Woiwodschaft Schlesien in Polen. Sie entstand als eine der sechs evangelischen Schlesischen Gnadenkirchen nach der Altranstädter Konvention von 1709. Für einige Jahrzehnte war sie das einzige evangelische Gotteshaus Oberschlesiens, danach nach dem Ersten Schlesischen Krieg bis 1781 (siehe Toleranzpatent) im Österreichisch Schlesien. Die zur Diözese Cieszyn gehörende Kirche gilt als das größte evangelisch-augsburgische Kirchengebäude in Polen. Sie ist die einzige der sechs Gnadenkirchen, die bis heute ununterbrochen in den Händen der evangelischen Gemeinde verblieb, und „ist die Mutterkirche der Evangelischen Christen in Polen“. In Würdigung dieser Rolle wurde Cieszyn mit der Schwesterstadt Český Těšín 2015 der Ehrentitel „Reformationsstadt Europas“ durch die Gemeinschaft Evangelischer Kirchen in Europa verliehen.

## Geschichte

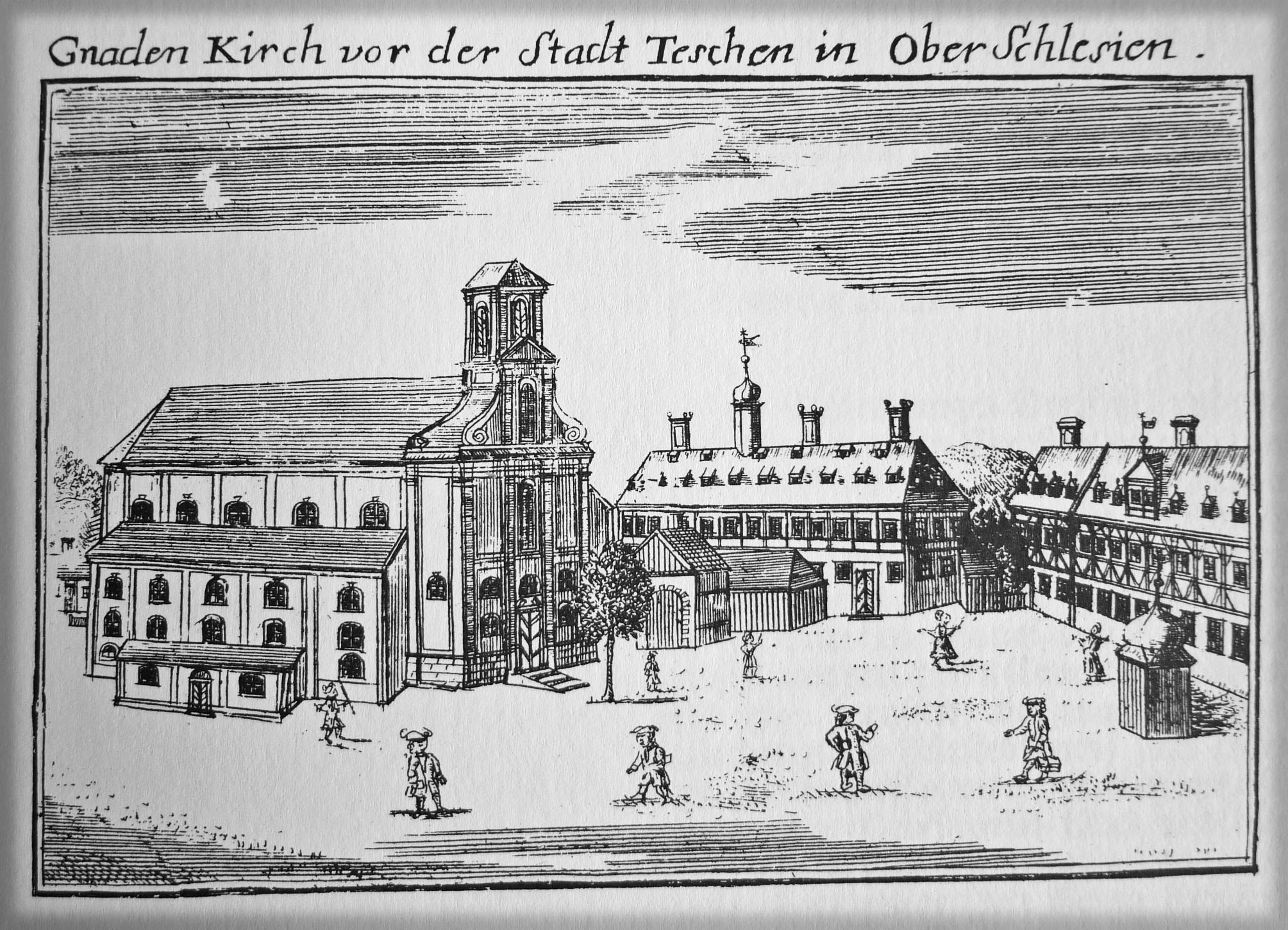
Kupferstich von 1750

Die Kirche wurde 1709 bis 1723 von den aus Troppau stammenden Baumeistern Hans Georg Hausrücker und Joseph Ried im Stil des Barock errichtet. Die Grundsteinlegung fand am 13. Oktober 1710 statt. Den Rokoko-Hauptaltar mit den Evangelistenfiguren schuf 1766 der ortsansässige Bildhauer Joseph Pracker, von dem auch die Kanzel mit der Figur des wiedererstandenen Christus auf dem Schalldeckel stammt (1782). Das Hauptaltargemälde Letztes Abendmahl malte Friedrich Oezer. In der Apsis neben dem Altar befindet sich rechts die Büste des Schwedenkönigs Karl XII. und links das Taufbecken mit klassizistischen Stilmerkmalen. Das Portal in Ädikulaform mit toskanischen Pilastern entstand im 3. Viertel des 18. Jahrhunderts. 1772 wurde an der Frontfassade ein Glockenturm angebaut, in dem sich seit 1922 drei Glocken befinden.
Der erste Pastor war Jan Muthmann aus Reinersdorf im Herzogtum Brieg. Die Kirche wurde von polnisch-, tschechisch- (Nordmähren) und deutschsprachigen (z. B. aus Rösnitz, Bielitz und Biala) Lutheranern im Umkreis von bis hundert Kilometern besucht. Muthmann, der Deutsch und Polnisch sprach (er schrieb Wierność Bogu i cesarzowi czasu powietrza morowego – das erste polnischsprachige Buch im Teschener Schlesien), schätzte ihre Zahl auf etwa 40.000 und bat andere Pastoren um Hilfe: Krystian Hentschl, Gotfried Schmidt, Samuel Ludwik Zasadius, Johann Adam Steinmetz und andere – in Wirklichkeit hatte die Kirche also fünf oder mehr Pastoren in Rotation. Die Kirche entwickelte sich zum Zentrum des Pietismus; nach einem Prozess mussten die Priester am 22. Mai 1730 den Ort verlassen.
Das Äußere der spätbarocken Kirche besticht durch seine Schlichtheit. Das Gebäude ist 54 m lang und 38 m breit, „wurde als Steinbau mit einem 72 Meter hohen Turm ausgeführt und fasst knapp 8000 Menschen“. Es ist eine fünfschiffige Basilika mit halbrundem Chor und einem Satteldach mit Lukarnen. Alle Fenster sind als Halbkreise geformt. Die vier Fensterstockwerke der Fassaden entsprechen den drei Emporenetagen über dem Erdgeschoss. Die Emporen sind in die Struktur der Kirche integriert; sie öffnen sich zum Mittelschiff durch halbkreisförmige Arkaden. Die steinernen Emporenbrüstungen werden von quadratischen Pfosten getragen. Die Sauer-Orgel wurde 1900 renoviert.
Die Kirche wurde am 2. November 1956 unter der Nummer R-466/56, am 2. März 1960 unter 205/60 und am 14. Dezember 1977 unter A-237/77 in das Verzeichnis der Baudenkmäler der Woiwodschaft Schlesien eingetragen.

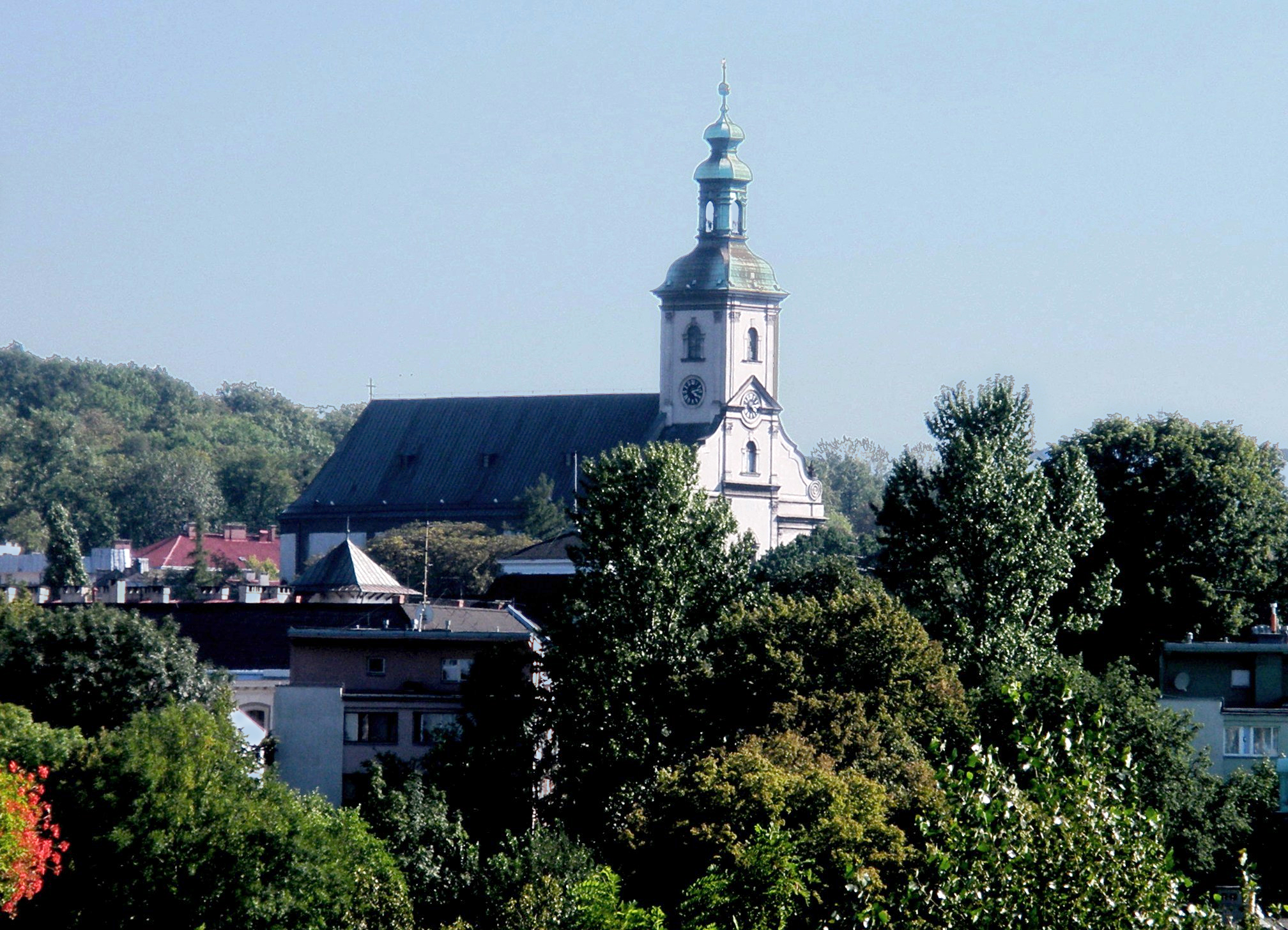
Umgebung der Kirche
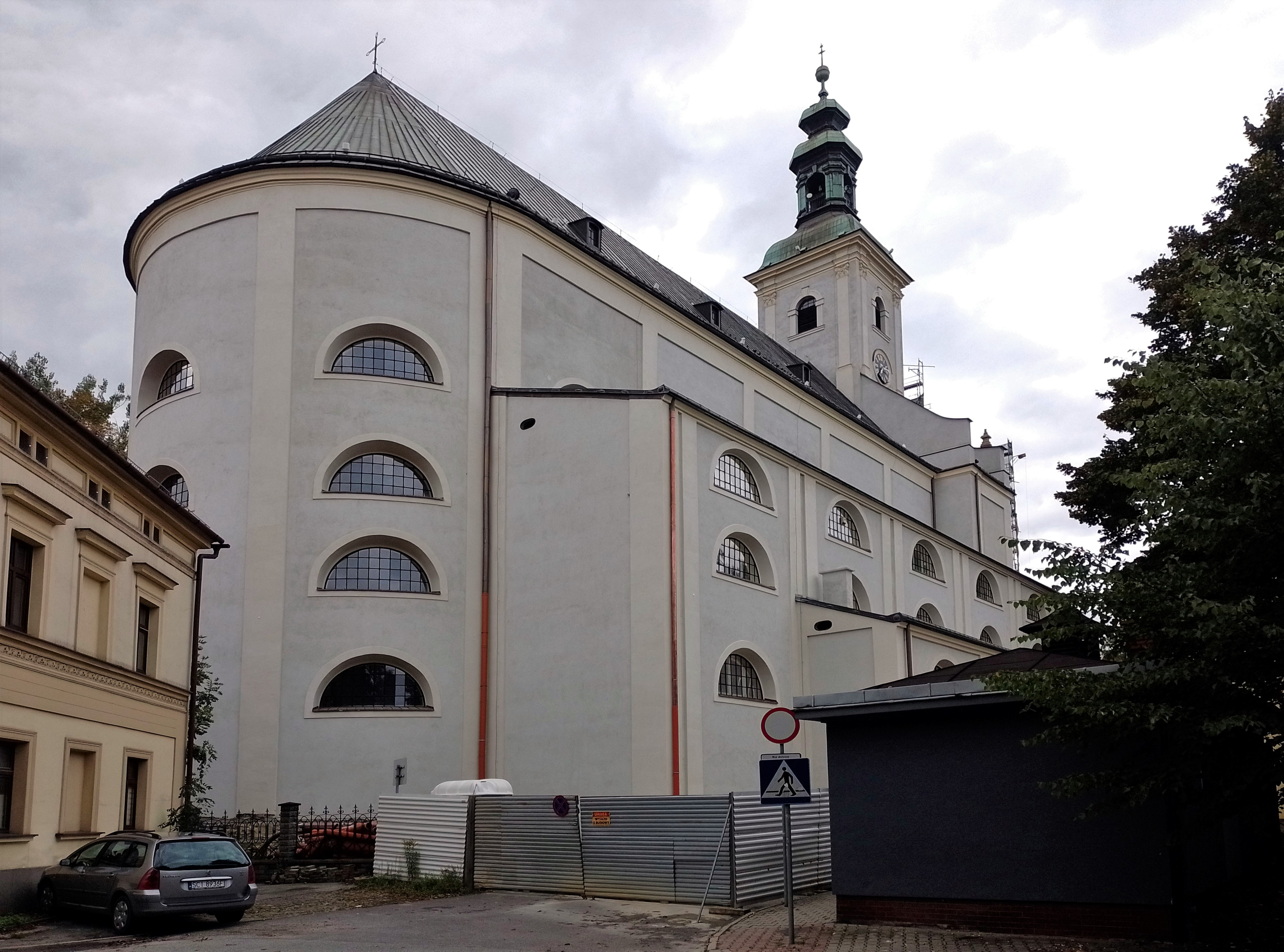
Rückansicht
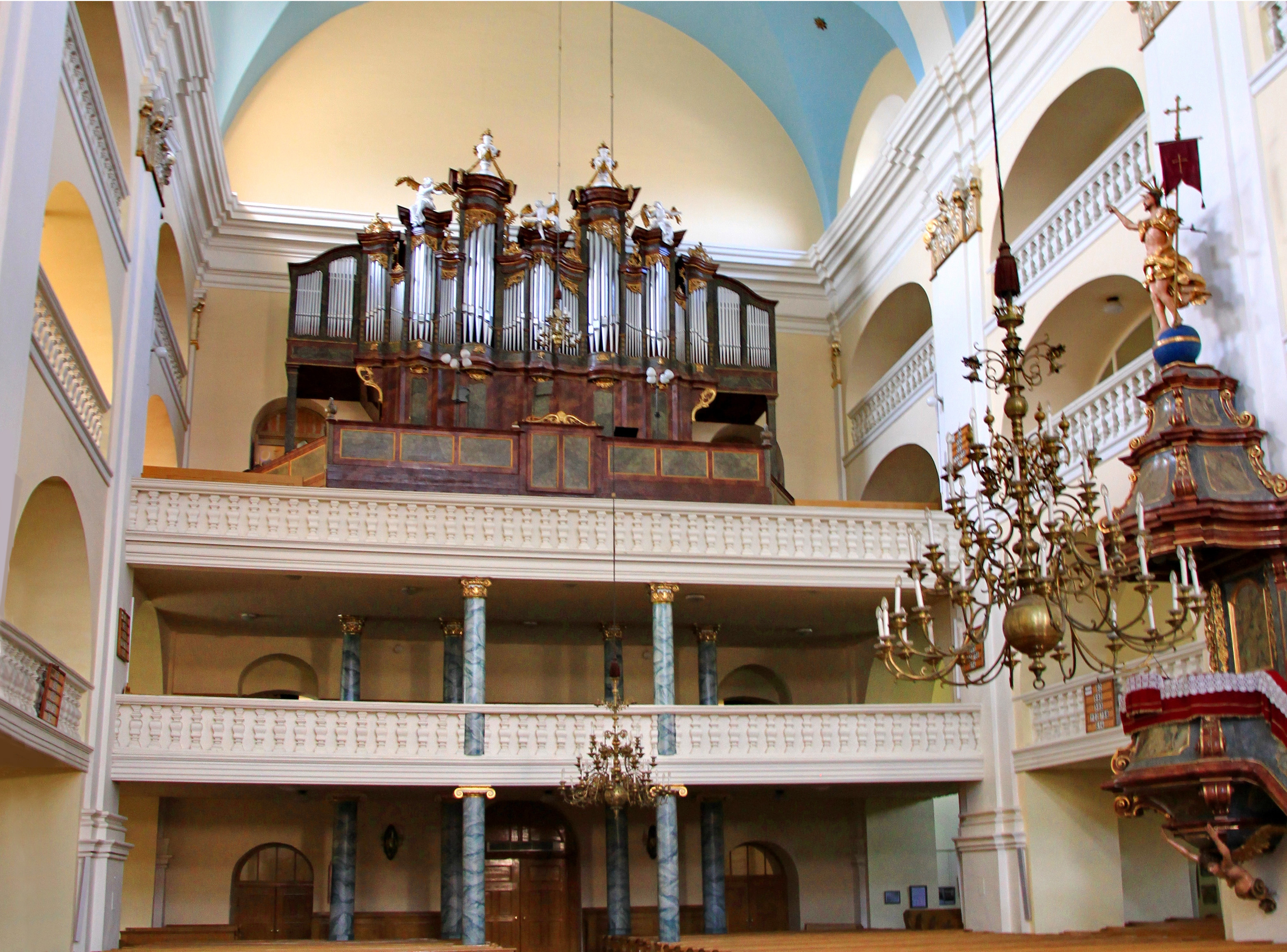
Orgelempore
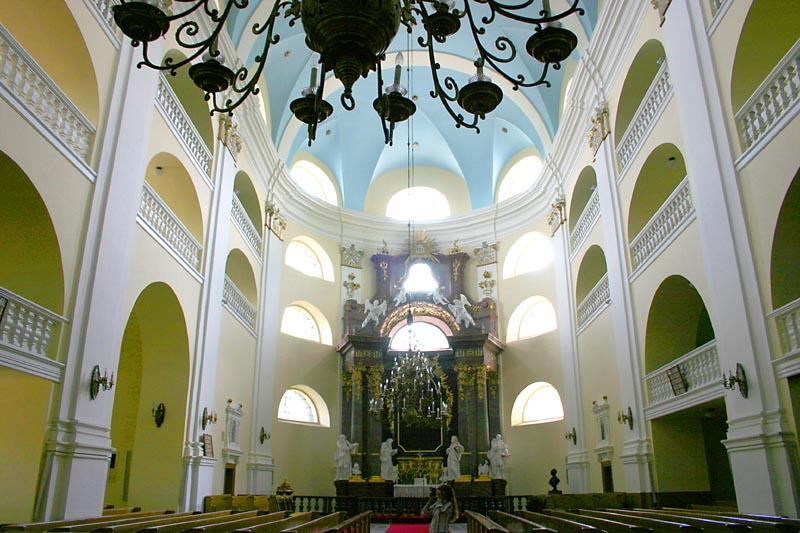
Hauptschiff

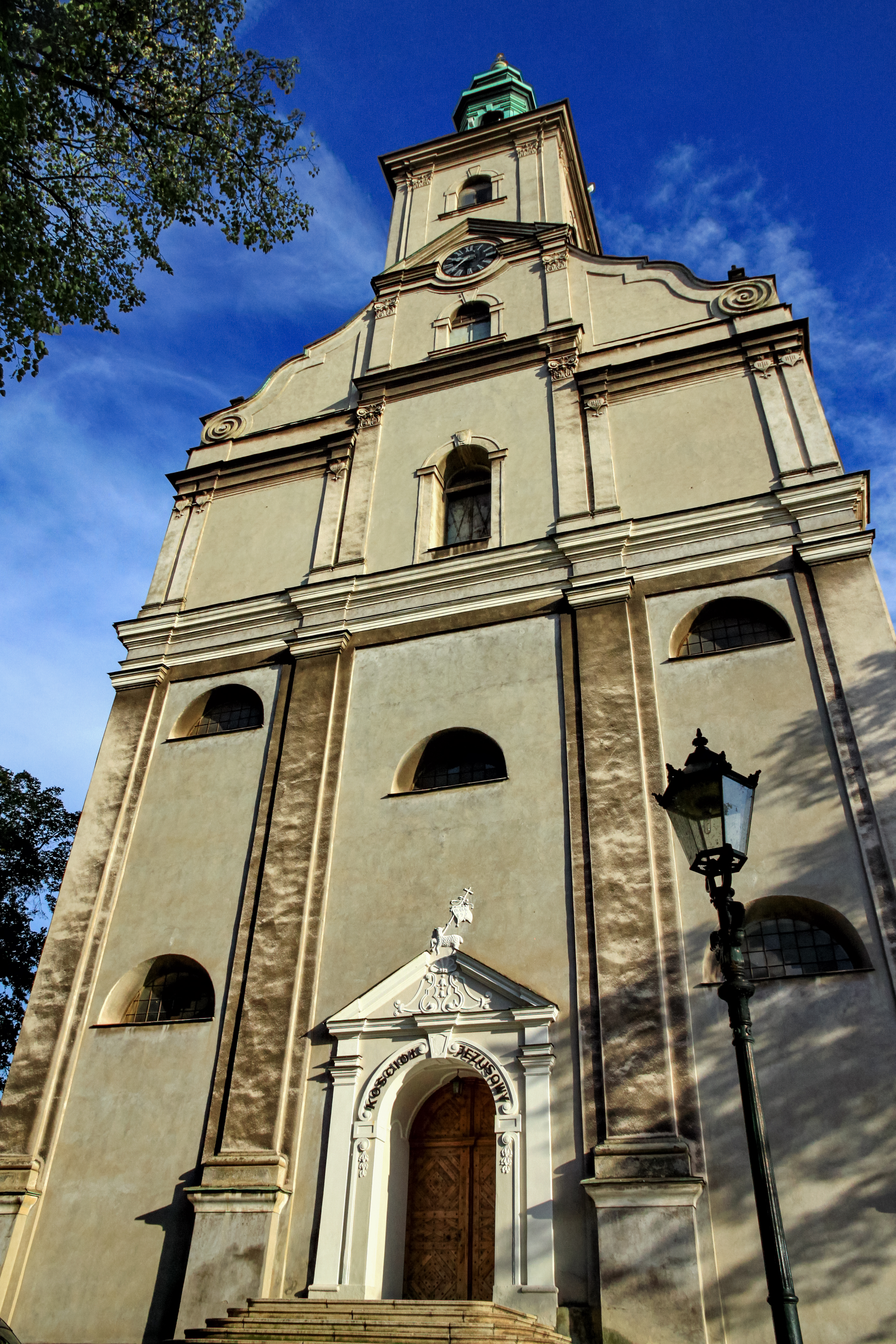
Hauptfassade mit Glockenturm
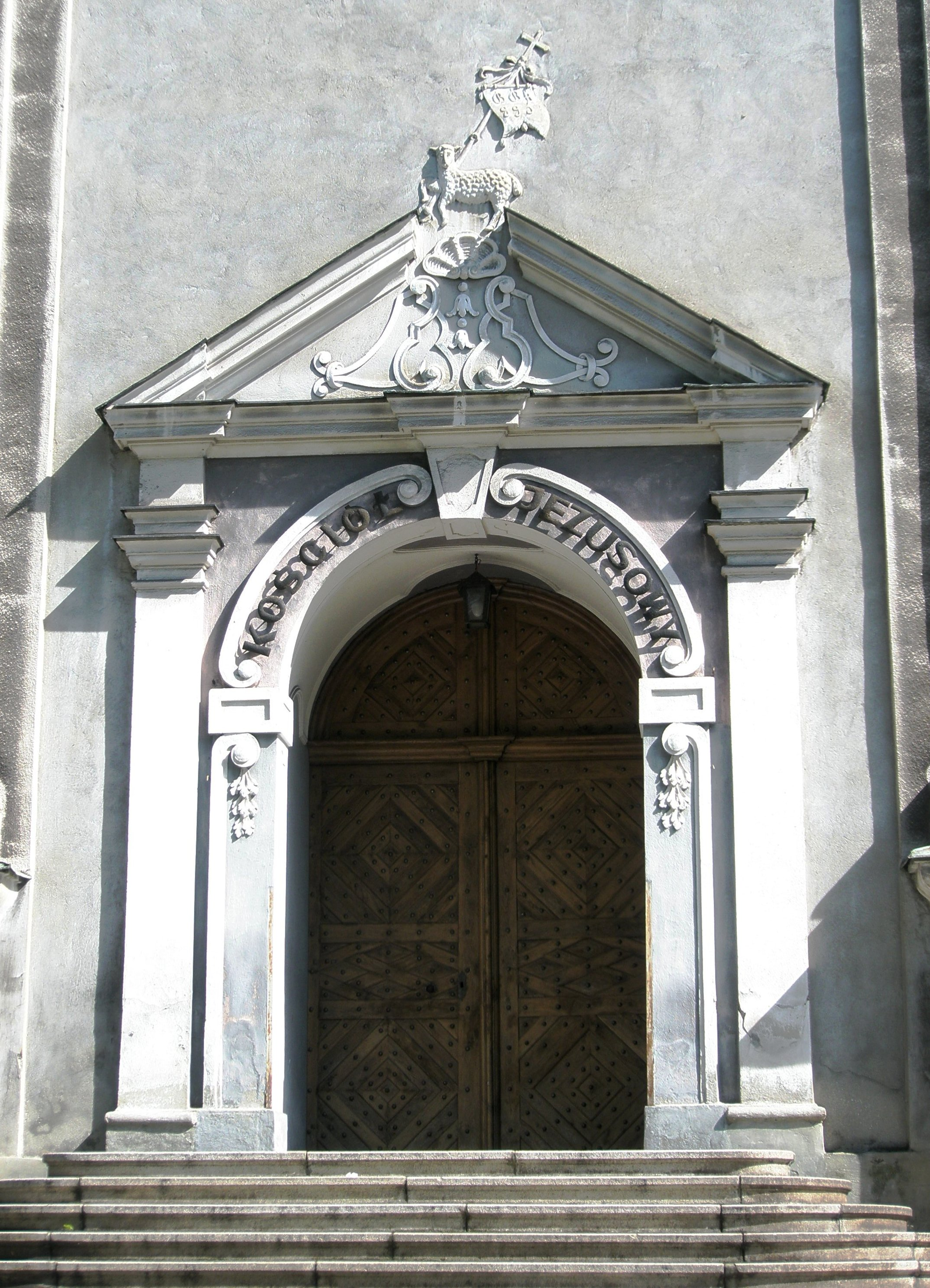
Haupteingang
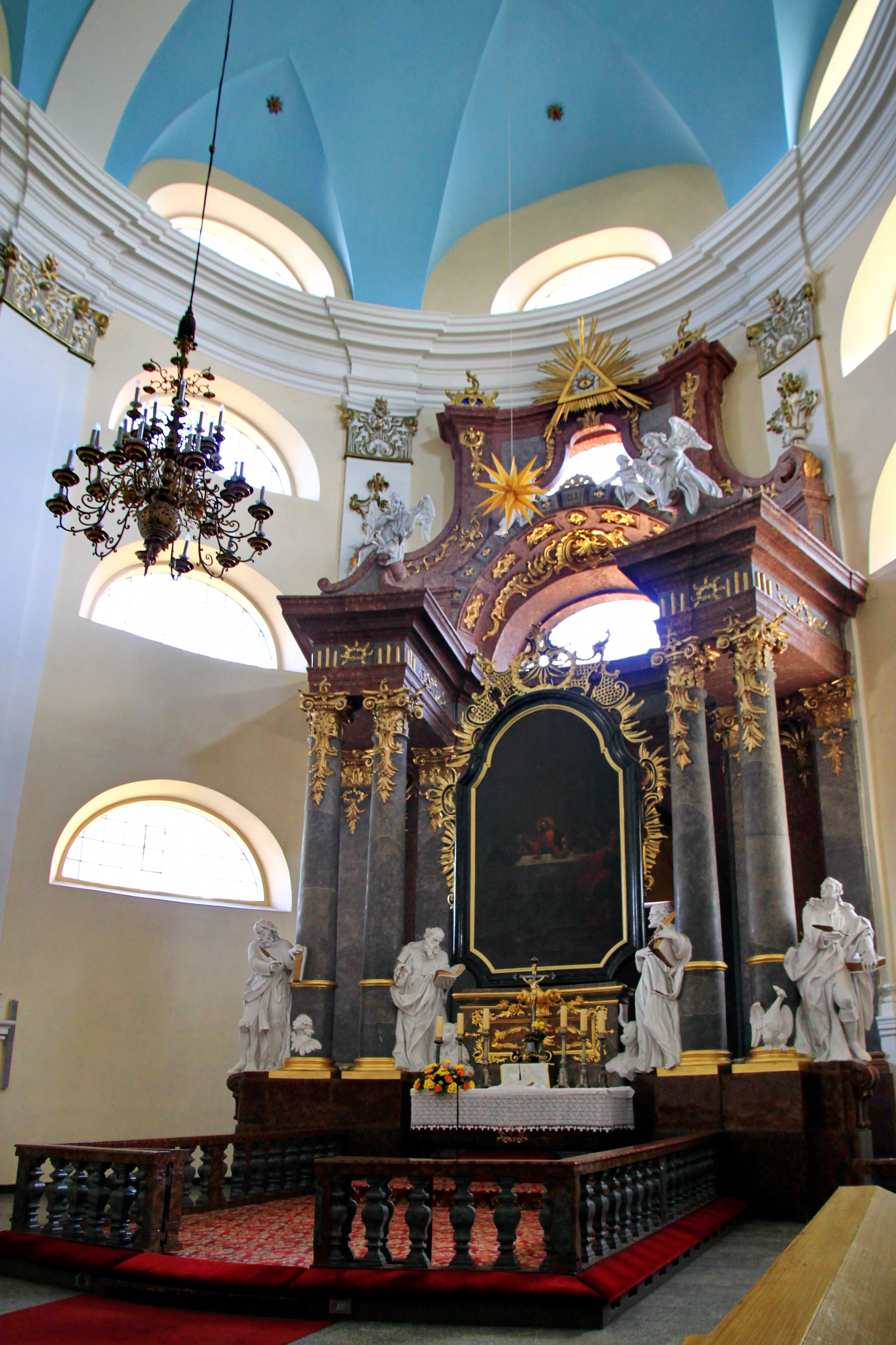
Hochaltar